# Рікардо Фаччо
Рікардо Фаччо (італ. Ricardo Faccio, 12 березня 1907, Дурасно — 9 вересня 1970) — уругвайський і італійський футболіст, що грав на позиції півзахисника. По завершенні ігрової кар'єри — тренер.
Виступав, зокрема, за клуби «Амброзіана-Інтер» та «Насьйональ», а також національні збірні Уругваю і Італії.
Триразовий чемпіон Уругваю.

## Клубна кар'єра
У дорослому футболі дебютував 1931 року виступами за команду клубу «Насьйональ», в якій провів два сезони. За цей час виборов титул чемпіона Уругваю.
У 1933 році перейшов до складу клубу «Амброзіана-Інтер» якраз перед фінальними матчами кубка Мітропи проти віденської «Аустрії», що відбувались на початку вересня. Протистояння двох суперзірок європейського футболу того часу Джузеппе Меацци з «Амброзіани» і Маттіаса Сінделара з «Аустрії» завершилось на користь австрійця, що забив фіналі три голи проти двох у італійського нападника (2:1, 1:3). У Серії А Фаччо дебютував 17 вересня 1933 року у грі проти «Про Верчеллі» (0:0). Протягом трьох сезонів був основним гравцем команди, двічі здобував срібні нагороди чемпіонату.
1936 року повернувся до клубу «Насьйональ». Цього разу провів у складі його команди чотири сезони. За цей час додав до переліку своїх трофеїв ще два титули чемпіона Уругваю.
19 лютого «Насьйональ» повинен був грати проти аргентинського «Естудьянтеса» в міжнародному турнірі Ріоплатенсе. Перед матчем вболівальники аргентинської команди вели себе дуже агрессивно, навіть демонстрували зброю, щоб налякати уругвайський футболістів. Перед матчем у роздягальню клубу зайшов один з членів делегації «Насьйоналя» і звернувшись до Фаччо, який був капітаном команди, попросив подумати про життя гравців і грати не надто активно, щоб програти матч. Фаччо розлютився і вигнав делегата з роздягальні, після чого з палкою промовою звернувся до гравців, сказавши в кінці: «Що б не трапилося, ми виграємо цей матч за нашу честь, за «Насьйональ», за нашу країну і за наші сім'ї».
Завершив професійну ігрову кар'єру у клубі «Белья Віста», за команду якого виступав у 1941 році.

## Виступи за збірні
1933 року дебютував в офіційних матчах у складі національної збірної Уругваю у товариській грі проти збірної Аргентини (2:1). За два тижні зіграв ще один матч і знову проти аргентинської збірної.
Щоб виступати у серії А Фаччо отримав італійське громадянство, так як мав італійське коріння. Завдяки цьому був запрошений до складу національної збірної Італії. Відіграв у 1935—1936 роках пять матчів, в тому числі у двох поєдинках кубка Центральної Європи, виграного італійцями.
Після повернення на батьківщину зіграв ще один матч у складі збірної Уругваю у 1938 році. У кубку Маньябуру уругвайці поступились сусідам-аргентинцям з рахунком 0:1.

## Кар'єра тренера
Розпочав тренерську кар'єру, повернувшись до футболу після невеликої перерви, 1947 року, очоливши тренерський штаб клубу «Насьйональ». Досвід тренерської роботи обмежився цим клубом.
Помер 9 вересня 1970 року на 64-му році життя.

## Статистика виступів

### Статистика виступів за збірну
| Дата       | Місто        | Господарі | Результат | Гості     | Турнір           | Голи | Примітки |
| ---------- | ------------ | --------- | --------- | --------- | ---------------- | ---- | -------- |
| 21/01/1933 | Монтевідео   | Уругвай   | 2 – 1     | Аргентина | товариський матч | -    |          |
| 05/02/1933 | Авельянеда   | Аргентина | 4 – 1     | Уругвай   | товариський матч | -    |          |
| 18/01/1938 | Буенос-Айрес | Аргентина | 1 – 0     | Уругвай   | Кубок Маньябуру  | -    |          |
| Усього     |              | Матчів    | 3         |           | Голів            | 0    |          |

| Дата       | Місто    | Господарі      | Результат | Гості   | Турнір                   | Голи | Примітки |
| ---------- | -------- | -------------- | --------- | ------- | ------------------------ | ---- | -------- |
| 24/03/1935 | Відень   | Австрія        | 0 – 2     | Італія  | Кубок Центральної Європи | -    |          |
| 27/10/1935 | Прага    | Чехословаччина | 2 – 1     | Італія  | Кубок Центральної Європи | -    |          |
| 05/04/1936 | Цюрих    | Швейцарія      | 1 – 2     | Італія  | товариський матч         | -    |          |
| 17/05/1936 | Рим      | Італія         | 2 – 2     | Австрія | товариський матч         | -    |          |
| 31/05/1936 | Будапешт | Угорщина       | 1 – 2     | Італія  | товариський матч         | -    |          |
| Усього     |          | Матчів         | 5         |         | Голів                    | 0    |          |

## Титули і досягнення
- Чемпіон Уругваю (3):

«Насьйональ»: 1933, 1939, 1940
- Срібний призер Серії А (2):

«Амброзіана-Інтер»: 1934, 1935
- Фіналіст Кубка Мітропи (1):

«Амброзіана-Інтер»: 1933
- Володар кубка Центральної Європи (1):

Італія: 1933—1935